# YCT-529
YCT-529 ist ein Inhibitor für die Retinsäurerezeptoren. Es wird als potentieller, nicht-hormoneller Wirkstoff in der Pille für den Mann diskutiert.

## Geschichte
YCT-529 wurde am 23. März 2022 erstmals auf einem Treffen der American Chemical Society von Forschern der University of Minnesota aus der Arbeitsgruppe um Gunda Georg vorgestellt. Im November 2023 begann eine von YourChoice Therapeutics durchgeführte Phase-I-Studie.
Diese Studie an vasektomierten Männern (32 bis 59 Jahre alt, BMI 22 bis 31) ergab, dass bei Dosierungen bis zu 180 mg keine Nebenwirkungen auftraten. Ebenso hatte der Wirkstoff keine Effekte auf die Stimmung der Probanden und ihre Libido. Weiterhin gab es keinen klaren Zusammenhang zwischen der Nahrungseinnahme und der Aufnahme des Wirkstoffs. Die Studie wird als Phase-II-Studie weiter geführt.

## Eigenschaften
YCT-529 wirkt als Inhibitor für die Retinsäurerezeptoren. Dabei hat er eine 500-fach höhere Affinität zum Rezeptorsubtyp RAR-α, verglichen mit den Subtypen RAR-β und RAR-γ. Bei oraler Gabe an Mäuse konnte deren Spermienzahl stark reduziert werden und in 99 % eine Schwangerschaft verhindert werden. 4 bis 6 Wochen nach Absetzen des Wirkstoffs konnten die Mäuse wieder Nachwuchs zeugen.